# Amalia Bordiga
Amalia Bordiga Amadei (Portici, 26 ottobre 1890 – dopo il 1970) è stata una scrittrice, giornalista e storiografa italiana.
Era sorella di Amadeo Bordiga e di Augusto, morto nella I Guerra Mondiale. Col matrimonio, aveva aggiunto al proprio cognome quello del marito.

## Biografia
Giornalista, storiografa, autrice di novelle e di romanzi brevi, che uscirono in volume o su periodici e su importanti testate come il Corriere della Sera. Collaborò al "Mattino illustrato" con biografie di personaggi della storia italiana, ed anche a Il Giornale e al Mattino con articoli di critica teatrale e cinematografica e con interventi su pedagogia e moda. Un suo studio su Maria Carolina d'Austria, presentato nel 1933, in occasione di un premio bandito dalla "Nuova Antologia", ottenne una "segnalazione con lode". Fu traduttrice dall'inglese, attiva fino agli anni Sessanta del Novecento.

## Opere
- Io, Lorenzo, collana I Libri della Gioventù, Salani, 1950
- Miele e assenzio, romanzo, Milano, La prosa, 1937
- Galatea, romanzo, Milano, F.lli Treves, 1938
- Lucrezia Borgia: in margine a un centenario [s.n., 1934?]
- Maria Carolina d'Austria e il Regno delle Due Sicilie, Napoli, 1934
- Il sultano, novella, Milano, "Corriere della Sera", 1941

## Traduzioni
- Th. Hughes, Gli anni di scuola di Tom Brown, Milano, ed. Paoline, 1966